# 大阪市立阪南中学校
大阪市立阪南中学校（おおさかしりつ はんなんちゅうがっこう）は、大阪府大阪市阿倍野区にある公立中学校。
1947年に創立。北畠・帝塚山地区をはじめとする阿倍野区南西部や、天神ノ森地域といった西成区東部を校区とする。文教地区に位置し、公立中学でありながら難関高校に多くの進学者がいる。
校舎と運動場は別に設置されており、道路を挟んで北側に運動場がある。

## 沿革
1947年の学制改革の際に、大阪市立阿倍野第三中学校として創立した。創立当初の校区は大阪市立高松小学校・大阪市立阿倍野小学校の校区全域および大阪市立北田辺小学校校区の一部だった。
創立当初は大阪市立高松小学校および大阪市立工芸学校（のちの大阪市立工芸高等学校）の校舎の一部を借用して授業をおこなっていた。
翌1948年に阿倍野区阪南町西2丁目（現在の阪南町2丁目13番、大阪市立阿倍野小学校西グラウンド）の旧私立阪南女学校敷地を買収して移転した。1948年には校区を変更し、高松小学校・北田辺小学校区を校区から外して大阪市立晴明丘小学校校区を同校校区へ編入した。これに伴い阿倍野・晴明丘の2小学校校区が校区となった。
さらに1950年には北畠の現在地に分教場を開設し、1952年には現在地を本校として移転した。1955年には大阪市立阿倍野中学校の創立に伴い、阿倍野小学校校区を阿倍野中学校校区に変更し、晴明丘小学校1校の校区のみが阪南中学校校区となった。
1957年には校区変更を行い、大阪市立阪南小学校の校区を阪南中学校校区に編入した。これに伴い、阪南・晴明丘2小学校の校区が同校校区となった。
さらに1969年には地域住民の要望により、従来大阪市立岸里小学校・大阪市立成南中学校の校区だった西成区天神ノ森が晴明丘小学校・阪南中学校校区に編入され、現在の校区となっている。

### 年表
- 1947年4月 - 大阪市立阿倍野第三中学校として創立。
- 1948年 - 阪南町西2丁目に移転。
- 1948年4月 - 校区を変更。
- 1949年5月 - 大阪市立阪南中学校に改称。
- 1950年 - 北畠（現在地）に分教場を設置。
- 1952年 - 現在地を本校として移転。
- 1954年 - 校地拡張。学校北側の池を埋め立てて学校敷地とする（現在のグラウンド・体育館）。
- 1955年4月 - 大阪市立阿倍野中学校の創立に伴い校区変更。
- 1957年4月 - 校区変更。
- 1960年2月 - 講堂兼体育館完成。
- 1961年7月 - プール竣工式ならびにプール開き。
- 1969年4月 - 西成区天神ノ森を校区に編入。
- 1974年8月 - 本館西側へ校地を拡張。
- 1976年12月 - 校舎増築工事完成。
- 1978年4月 - 木造校舎撤去。
- 1988年4月 - 校区の変更。
- 1991年8月 - 本館校舎及び廊下・階段工事完成。
- 2004年3月 - エレベーター完成。

## 通学区域
- 大阪市立阪南小学校、大阪市立晴明丘小学校、大阪市立晴明丘南小学校の通学区域。

大阪市阿倍野区 王子町4丁目、阪南町4丁目-6丁目および7丁目の一部、播磨町、阿倍野元町、橋本町、晴明通、相生通、北畠、帝塚山、万代1丁目。
大阪市西成区 天神ノ森1丁目の一部、天神ノ森2丁目。

## 交通
- 阪堺電気軌道上町線 北畠停留場 南東へ約200m。
- 大阪シティバス 阪南団地前バス停 西へ約300m。
- 南海高野線 岸里玉出駅 東へ約1.2km、または帝塚山駅 北へ約1.2km。
- Osaka Metro御堂筋線 西田辺駅 北西へ約1.2km。

## 著名な出身者
五十音順 
- 市川伸一 - 心理学者、東京大学名誉教授
- 逸見政孝 - 元フジテレビジョンアナウンサー→フリーアナウンサー
- 奥乃博 - 情報学者、京都大学名誉教授、アミティ大学名誉教授
- 桑名正博 - 歌手
- 佐々木幹郎 - 詩人、元ミシガン州立オークランド大学客員詩人
- 中条あやみ - ファッションモデル、女優
- 中村和希 - 元プロ野球選手
- 橋本英郎 -元プロサッカー選手、元日本代表
- 花紀京 - 吉本新喜劇団員
- 美勇士 - 歌手
- 山本泰 - 元PL学園高等学校→大阪産業大学高等学校→法政大学硬式野球部監督